# Torsten Tiebout
Torsten Tiebout ist ein Musiker (Bratschist und Violinist) aus Helsinki.

## Karriere
Tiebout ist Alumnus der Internationalen Händel-Akademie in Karlsruhe, wo er Anne Katharina Schreibers Schüler war. Aktuell (2020) ist er Mitglied des Philharmonischen Orchesters Helsinki und des Helsinkier Kammerorchesters Avanti!.
Tiebout hat u. a. mit den Jazzmusikern John Storgårds und Antti Sarpila sowie dem Rockmusiker Pave Maijanen gespielt.

### Diskographie (Auswahl)
- Pehr Henrik Nordgren Violin Concerto No. 4 / Cronaca, 1996, Ondine
- Yari Ihanat naiset rannalla / Tuliportaat, 1998, Pyramid
- Pave Maijanen Mestarit Areenalla, 1999, Emi Finland/BMG Finland
- Antti Sarpila, Severi Pyysalo New moods, new sounds, 2001, Blue Note Records
- Erkki-Sven Tüür Oxymoron, 2007, ECM Records
- Johanna Grüssner, Patrick Wingren, Marcus Söderström & Wegeliuskvartetten I Sagans Värld, 2014, Wonderland
- Torsten Tiebout, Päivi Severeide, Erica Nygård Ensemble Transparent : Finnish Music for Flute, Viola and Harp, 2020, Pilfink Records

## Sonstiges
Seit 2016 ist Tiebout Mitglied des FC Germania Helsinki und spielt für den Fußballverein als Mittelfeldspieler in der Freizeitliga.